# Cantiasay
Cantiasay, antaño conocido como Kantiasay,  (Barangay Cantiasay) es un barrio de la ciudad de Surigao  situado en las islas de Aguasán y de Nonoc, adyacentes a la costa noroeste de la también isla de Mindanao. Forma parte de la provincia de Surigao del Norte  en la Región Administrativa de Caraga, también denominada Región XIII. Para las elecciones está encuadrado en el Segundo Distrito Electoral.

## Geografía
Cantiasay  se encuentra 13.25 kilómetros al norte de la ciudad  de  Surigao ocupando el extremo occidental   de  la isla de Nonoc frente a la isla de Sibale (barrios de Lisondra y de Zaragoza) su jurisdicción se extiende a la vecina isla de Aguasán; al sur de la bahía de Aguasán, islas Calibán y Dinagat; al este del estrecho de Surigao; y al norte del canal de Ginatuán.
Su término, que cuenta con una extensión superficial de  16,4527 km²,  linda al este con el del barrio de Nonoc.

### Población
El año 2000 contaba este barrio con 835 habitantes que ocupaban 159 hogares. En 2007 son 909 personas, 834 en 2010.

## Historia
A finales del siglo XIX  formaba parte del  Tercer Distrito o provincia de Surigao: Con sede en la ciudad de Surigao comprendía  el NE. y Este de la isla de Mindanao y, además, las de Bucas, Dinágat, Ginatúan, Gipdó, Siargao, Sibunga y varios islotes entre los que se encontraba Hanigad.